# Democracy International, Inc.
Democracy International, Inc. ist eine in über 40 Ländern tätige US-amerikanische Organisation, die im Auftrag von Regierungen, Ministerien und Nichtregierungsorganisationen bei Demokratie- und Governanceprojekten berät und assistiert, so z. B. bei der Durchführung von Wahlen, Wahlbeobachtung und beim Aufbau von Mehrparteiensystemen.